# Petr Mach

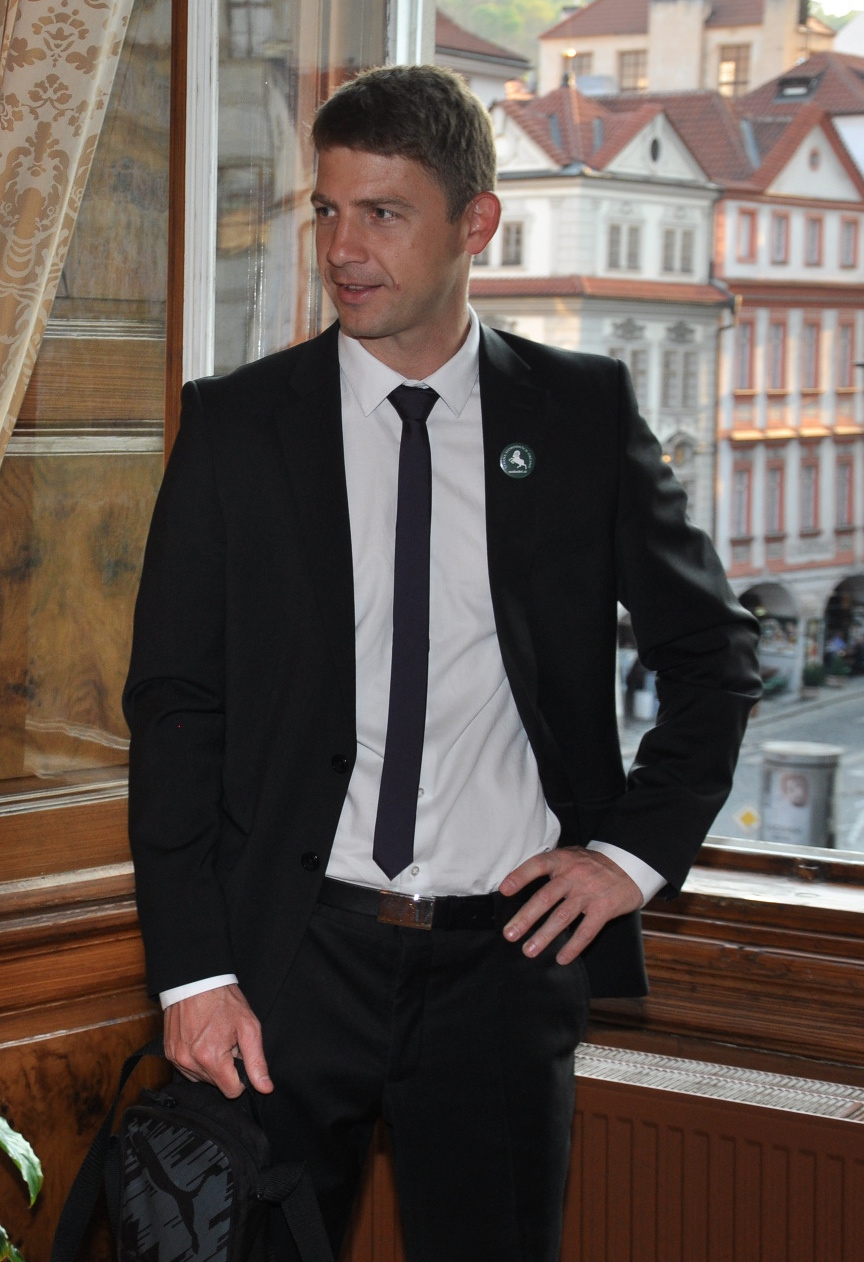
Petr Mach

Petr Mach (* 6. Mai 1975 in Prag) ist ein tschechischer Politiker (SPD, zuvor Strana svobodných občanů) und Wirtschaftswissenschaftler.

## Leben
Mach studierte Wirtschaftswissenschaften an der Wirtschaftsuniversität Prag. 
Von Februar 2009 bis November 2017 war er mit kurzer Unterbrechung Vorsitzender der Partei Strana svobodných občanů.
Er war von 2014 bis 2017 Abgeordneter im Europäischen Parlament. Dort war er Mitglied im Ausschuss für konstitutionelle Fragen.
Im Jahr 2023 trat er der Partei SPD bei und kandidierte zur Europawahl 2024 als Spitzenkandidat der Vereinigung SPD und Trikolora, errang jedoch kein Mandat.